# سگ‌ماهی
سگ‌ماهی (نام علمی: Nemacheilus) در بین مردم جهان به بیش از ۱۰ گونه از ماهیانی که در آب‌های ایران انتشار دارند و بیشترشان جزء خانواده سگ‌ماهیان جویباری (Balitoridae) هستند، گفته می‌شود.

## گونه‌ها
- سگ‌ماهی بزرگ Nemacheilus pallidus
- سگ‌ماهی پیکانی Nemacheilus masyai
- سگ‌ماهی زیتونی Nemacheilus olivaceus
- سگ‌ماهی مکونگ Nemacheilus platiceps
- Nemacheilus anguilla
- Nemacheilus arenicolus
- Nemacheilus banar
- Nemacheilus binotatus
- Nemacheilus chrysolaimos
- Nemacheilus cleopatra
- Nemacheilus corica
- Nemacheilus doonensis
- Nemacheilus drassensis
- Nemacheilus elegantissimus
- Nemacheilus fasciatus
- Nemacheilus jaklesii
- Nemacheilus kaimurensis
- Nemacheilus kapuasensis
- Nemacheilus longipectoralis
- Nemacheilus longipinnis
- Nemacheilus longistriatus
- Nemacheilus lunanensis
- Nemacheilus marang
- Nemacheilus monilis
- Nemacheilus ornatus
- Nemacheilus oxianus
- Nemacheilus papillos
- Nemacheilus papillosus
- Nemacheilus paucimaculatus
- Nemacheilus pfeifferae
- Nemacheilus rueppelli
- Nemacheilus saravacensis
- Nemacheilus selangoricu
- Nemacheilus shehensis
- Nemacheilus shuangjiangensis
- Nemacheilus singhi
- Nemacheilus spiniferus
- Nemacheilus stigmofasciatus
- Nemacheilus subfusca
- Nemacheilus tebo
- Nemacheilus troglocataractus
- Nemacheilus tuberigum
- Nemacheilus yingjiangensis

## خصوصیات کلیدی
رنگ بدن سگ ماهیان ایران متمایل به خاکستری یا متمایل به زرد است. پشت و پهلو با لکه‌های قهوه‌ای در اندازه‌های متغیر، ۵–۶ لکه بزرگ روی خط میانی از باله پشتی به باله دمی و در حدود۲۰ لکه قهوهای بالای خط پهلویی، باله پشتی از نوک پوزه فاصله داشته و به باله دمی نزدیکتر است.
اندازه: حداکثر تا ۷۰ میلیمتر مشاهده شده‌است. میانه آن ۳۰–۴۰ میلیمتر است.
زیستگاه:چشمه‌ها و رودخانه‌ها با بستر قلوه سنگی و ماسه‌ای.
غذا:حشره‌های آبزی
تولید مثل:فصل بهار.
اهمیت اقتصادی: ارزش خوراکی ندارد، به نام ماهی آکواریومی نگهداری می‌شود، ماهیان بزرگتر از آنها تغذیه می‌نمایند.
پراکنش:حوضه دریای کاسپین، دریاچه ارومیه، دریاچه نمک، رودخانه کارون.